# Carlos Guirao
Carlos Guirao Felices, músico y compositor español nacido en Barcelona el 23 de febrero de 1954. Falleció en Barcelona el 17 de enero de 2012 a la edad de 57 años.
Carlos Guirao fue miembro de diversos grupos, siendo los más conocidos Neuronium, Programa y Cherish Band. Además formó parte de los grupos Atlanta, In vino veritas y Gato viejo.

## Primeros años (1970-1976)
El primer grupo musical en el que participó Carlos Guirao fue ATLANTA   juntamente con Josep Durban (batería), Gustavo Serrano (bajo) y Pedro Carreras (guitarra solista). En esta época fraguaría una gran amistad con Josep Durban, con quien volvió a reencontrarse en gato viejo y en su último grupo, Cherishband.

## Época Neuronium (1976 - 1982)[2]
El grupo musical Neuronium fue creado por Michel Huygen, Carlos Guirao y Albert Jiménez. Esta formación publicó los discos Quasar 2C361 y Vuelo químico. En esos momentos el guitarrista Albert Giménez abandona el grupo y es reemplazado por Santi Picó.
Graban los discos Digital dream, The visitor y Chromium echoes considerada la mejor etapa de Neuronium.
En España se hizo, dentro del programa de televisión conducido por Ángel Casas “Musical Express”, en el cual Neuronium tuvo una participación como conductores del programa.
El programa incluyó una actuación de Carlos y Michel juntamente con Vangelis en los estudios Nemo de Londres, de la cual existen documentos videográficos.
En dicha época también conocieron a Klaus Schulze, quien inicialmente debía hacer las mezclas de su tercer disco Digital dream.
En este mismo programa "Musical express" hicieron una jam session junto a Teddy Bautista y Ash ra Tempel.
Carlos publica en solitario el álbum Revelation (1982) y abandona el grupo Neuronium.

## Época Programa (1983 - 1987)
Carlos Guirao y José Antonio López formaron el dúo Programa en el año 1983. Este grupo realizó diversas actuaciones en programas de moda en la televisión española como por ejemplo Tocata, Taula de So, Café de las Tres, etc.
El éxito de su primer disco Síntesis Digital y el apoyo de la compañía discográfica les llevó a actuar de teloneros de los conciertos de Stevie Wonder en Madrid (20 de agosto de 1984, Estadio del Rayo Vallecano) y Barcelona (22 de agosto de 1984, Plaza de Toros Monumental).
En el segundo disco, “Acropolis”, contaron con la colaboración de José María Ciria y Rafael Duyos. En esta época fueron los primeros en presentar en Televisión un concierto en directo con música controlada y orquestada con ordenadores y ejecutada por Carlos Guirao, José Antonio López y José María Ciria. Existen documentos videográficos de este momento.
El tercer álbum de Programa, Paris Dakar, no vería la luz hasta el año 2010 por motivos discográficos. Tras la grabación de este disco, Carlos Guirao abandona el grupo.

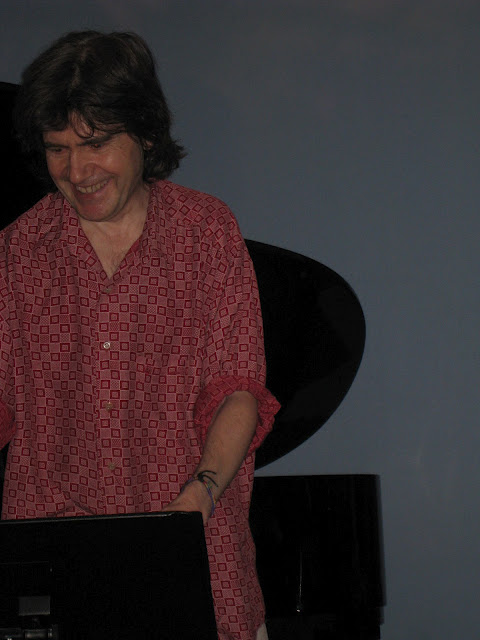
Tras el concierto en Badalona 27/6/2008

## Época Cherish Band
Entre la época de Programa y Cherishband Carlos pasó por diversos grupos, entre los que destacan "In vino veritas" y "Gato Viejo". Si bien no existen grabaciones oficiales editadas de dicha época, es posible encontrar entrevistas y actuaciones en directo para la televisión catalana Citytv. La música de Carlos en esta época se alejó de la electrónica y se acercó a fórmulas más convencionales.
Cherish Band nació en el año 2004 en un Pub de Sant Cugat del Vallès que, precisamente se llamaba "Cherish", que a su vez sacó el nombre de la canción "Cherish" de Kool and the gang. Inicialmente tocaban un repertorio de canciones conocidas de grupos de los 80; Queen, Santana, Robbie Williams, John Miles, Police, etc.
Al cabo de un par de años, decidieron contactar con Claudio Trullen, que había coincidido con Carlos en Gato Viejo.
Carlos propuso hacer versiones de Pink Floyd, que interpretaron en la escuela de Música de Badalona (27/6/2008) y en el Auditorio de la Cámara de Acordeones de Barcelona (26/2/2009). Al final de este concierto y conjuntamente con la orquesta pequeña de la Cámara interpretaron juntos "Music" de John Miles.
Carlos empezó a tener problemas de salud y dejó de tocar la guitarra dentro del grupo para centrarse en los teclados. Uno de los temas emblemáticos de esta época es Sortint del caos.

## Últimos años
Sin lugar a dudas, los últimos años de su carrera musical fueron los más fructíferos. Simultaneando la pertenencia de Carlos al grupo musical Cherishband, vieron a la luz nuevos proyectos. Joseph Loibant y Carlos volvieron a colaborar en un CD en común titulado Alchemy, editado por At-Mooss records. Esta misma discográfica remasterizó su primer disco en solitario Revelation y los CD Symphony, Brumas y El vuelo de las almas míticas. Existen diversos proyectos no publicados que él consideraba inacabados que serán publicados por Natteammedia.

## Discografía
Los discos en los que ha participado Carlos Guirao son los siguientes:
- (1977): Quasar 2C361 (Neuronium)

- (1978): Vuelo químico (Neuronium)

- (1980): Digital dream (Neuronium)

- (1981): The visitor (Neuronium)

- (1982): Chromium echoes (Neuronium)

- (1982): Revelation (Carlos Guirao)

- (1983): Síntesis digital (Programa)

- (1984): Maxi Impacto-Reunion de amigos (Programa)

- (1985): Acropolis (Programa)

- (1986): Paris Dakar (Programa)

- (2002): A Separate Affair (Neuronium - Vangelis)

- (2005): Pesadillas de un ser viviente (Carlos Guirao).Publicado recientemente.

- (2008): Ensayos bajo una tormenta (Carlos Guirao).Publicado 2017.

- (2010): Symphony (Carlos Guirao)

- (2011): Alchemy (Loibant & Guirao)

- (2011): Brumas (Carlos Guirao)

- (2011): El vuelo de las almas míticas (Carlos Guirao)

- (2012):  PubLine (Carlos Guirao concierto en Lérida, no editado)

- (2012): Queda vida.....(Cherish Band)

- (2012): OpRock (Carlos Guirao, no editado)

- (2012): Magics (Carlos Guirao, no editado)

- (2012): Excerpts (Carlos Guirao, no editado)